# Đại sự kiện
Đại sự kiện (tiếng Trung: 大事件, tiếng Anh: Breaking News) là một bộ phim điện ảnh Hồng Kông thuộc thể loại hành động - hình sự công chiếu năm 2004 do Đỗ Kỳ Phong làm đạo diễn kiêm sản xuất, với sự tham gia của các diễn viên gồm Nhậm Hiền Tề, Trần Tuệ Lâm, Trương Gia Huy, Trương Triệu Huy, Hứa Thiệu Hùng, Lâm Tuyết, Nhậm Đạt Hoa và Thiệu Mỹ Kỳ.
Bộ phim có buổi công chiếu tại Liên hoan phim Cannes 2004 dưới hình thức phim không tranh giải Cành cọ vàng, sau đó có buổi công chiếu tại Hồng Kông cũng như Trung Quốc từ ngày 10 tháng 6 năm 2004. Bộ phim nhận về những lời đánh giá đa phần là tích cực từ các nhà phê bình phim và khán giả. Thành công của tác phẩm đã giúp cho Nga thực hiện thành công bản làm lại của bộ phim dưới tựa đề Newsmakers vào năm 2009.

## Nội dung
Tại Hồng Kông, có một nhóm phóng viên truyền hình phát trực tiếp cuộc đọ súng giữa lực lượng cảnh sát và một băng cướp. Một phóng viên đã quay được cảnh các cảnh sát giơ tay xin hàng trước mặt bọn cướp rồi bị bắn chết, chính điều này đã dấy lên một làn sóng phẫn uất của dư luận về vấn đề vai trò của lực lượng cảnh sát. Về phần mình, lực lượng cảnh sát cũng không tránh khỏi nỗi hổ thẹn sau thất bại đáng quên này. Để giải quyết vấn đề trên, nữ thanh tra Phương Khiết Hà đã đề xuất một ý tưởng rằng những chiếc camera nhỏ sẽ được gắn lên đầu mỗi người lính, để khi họ ập vào chung cư thì sẽ chiếu trực tiếp lên truyền hình cho hàng triệu khán giả xem như là đại sự kiện, hy vọng lấy lại được uy tín cho lực lượng cảnh sát.
Nào ngờ, băng cướp đã phát hiện ra mánh khóe ấy, và chúng còn hợp tác với đài truyền hình nhằm chống phá kế hoạch của các cảnh sát. Thanh tra Trương Chí Hằng là người duy nhất từ chối lộ diện trong trò chơi, bởi bằng mọi giá anh phải tóm cổ bằng được Trần Nhất Nguyên, thủ lĩnh của băng cướp. Về phần mình, Nhất Nguyên cũng tự nhận mình là kẻ ác, mặc dù Khiết Hà không có ý bôi nhọ nhân cách của hắn. Mọi chuyện ngày càng trở nên nghiêm trọng hơn khi Khiết Hà bị Nhất Nguyên bắt làm con tin và Chí Hằng đã phải lái xe để đuổi theo hắn. Sau cùng, Chí Hằng đã bắn chết Nhất Nguyên và giải cứu Khiết Hà thành công, các cảnh sát cũng đã lấy lại được uy tín trước giới truyền thông.

## Diễn viên
- Nhậm Hiền Tề trong vai Trần Nhất Nguyên
- Trần Tuệ Lâm trong vai Phương Khiết Hà
- Trương Gia Huy trong vai Trương Chí Hằng
- Trương Triệu Huy trong vai thanh tra Dương
- Hứa Thiệu Hùng trong vai thanh tra Hải
- Lâm Tuyết trong vai Diệp
- Nhậm Đạt Hoa trong vai thanh tra Hoàng
- Thiệu Mỹ Kỳ trong vai Châu Huệ Nhi